# Aleksandra Snieżko-Błocka
Aleksandra Gawriłowna Snieżko-Błocka (ros. Александра Гавриловна Снежко-Блоцкая, ur. 21 lutego 1909 zm. 28 grudnia 1980) – radziecka reżyserka filmów animowanych.

## Działalność
Od 1934 roku pracowała jako animator. Od 1936 roku jako asystent, drugi reżyser m.in. w zespole z Iwanem Iwanowem-Wano i Michaiłem Cechanowskim w studiu Sojuzmultfilm. W latach 1954–1955 pracowała jako reżyser wraz z Władimirem Połkownikowem, a od 1956 roku samodzielnie.
Wiele jej filmów stało się klasykami rosyjskiej animacji. 

## Wybrana filmografia
- 1947: Konik Garbusek (Конек-горбунок)
- 1949: Gęsi Baby-Jagi (Гуси-лебеди)
- 1951: Bajka o królewnie i siedmiu rycerzach (Сказка о мёртвой царевне и о семи богатырях)
- 1952: Śnieżka (Снегурочка)
- 1954: Opowieść o polnych kurkach (Оранжевое горлышко)
- 1955: Cudowna podróż (Заколдованный мальчик)
- 1962: Kwitnący sad (Чудесный сад)
- 1965: Rikki-Tikki-Tavi (Рикки-Тикки-Тави)
- 1967: Bajka o złotym koguciku (Сказка о золотом петушке)
- 1973: Perseusz (Персей)
- 1974: Prometeusz (Прометей)